# Episodi di La strada per Avonlea (seconda stagione)
La seconda stagione della serie televisiva La strada per Avonlea è andata in onda su CBC Television dal 2 dicembre 1990 al 27 ottobre 1991.
| nº | Titolo originale                           | Titolo italiano          | Prima TV originale |
| -- | ------------------------------------------ | ------------------------ | ------------------ |
| 1  | Sara's Homecoming                          | Ritorno a casa           | 2 dicembre 1990    |
| 2  | How Kissing Was Discovered                 | Piccola donna            | 9 dicembre 1990    |
| 3  | Aut Hetty's Ordeal                         | Il violino di Gus        | 16 dicembre 1990   |
| 4  | Of Corsets and Secrets and True, True Love | Il segreto di Rachel     | 30 dicembre 1990   |
| 5  | Old Quarrels, Old Love                     | L'addio                  | 29 settembre 1991  |
| 6  | May the Best Man Win                       | Che vinca il migliore    | 6 gennaio 1991     |
| 7  | Family Rivalry                             | Rivalità famigliare      | 27 ottobre 1991    |
| 8  | Sea Ghost                                  | La promessa del Capitano | 20 gennaio 1991    |
| 9  | All That Glitters                          | L'isola del tesoro       | 27 gennaio 1991    |
| 10 | Dreamer of Dreams                          | Il sognatore             | 3 febbraio 1991    |
| 11 | It's Just a Stage                          | Il talento degli Stanley | 10 febbraio 1991   |
| 12 | A Mother's Love                            | Amore di madre           | 17 febbraio 1991   |
| 13 | Misfits and Miracles                       | Le donne di Avonlea      | 24 febbraio 1991   |